# Parallelia acuta
Parallelia acuta är en fjärilsart som beskrevs av Moore 1883. Parallelia acuta ingår i släktet Parallelia och familjen nattflyn. Inga underarter finns listade i Catalogue of Life.